# Thomas Schönlebe
Thomas Schönlebe (Frauenstein, Alemania Oriental, 6 de agosto de 1965) es un atleta alemán retirado, especializado en la prueba de 400 metros lisos. Sus mayores logros en esta prueba son la medalla de oro en el Campeonato Mundial de Atletismo de 1987 y dos medallas de bronce, una en el Campeonato Europeo de Atletismo de 1986 y otra en el Campeonato Mundial de Atletismo de 1993, celebrado en Stuttgart. Su marca de 44,33 segundos aún perdura como plusmarca europea de la prueba de los 400 metros.

## Biografía
A los 21 años consiguió la medalla de plata en el campeonato de Europa celebrados en Stuttgart, en su especialidad, con un tiempo de 44,63 segundos; el primer puesto fue para el británico Roger Black, con 44,59 segundos, y el tercero fue para el también alemán oriental Mathias Schersing, con 44,85 segundos. Al año siguiente, en el campeonato del mundo, celebrado en Roma, vence contra todo pronóstico al estadounidense Harry Butch Reynolds, subiendo al lo más alto de podio (medalla de oro: 44,33 s), junto a Innocent Egbunike (medalla de plata: 44,56 s) y el mencionado Reynolds (medalla de bronce: 44,80 s). En esta carrera batió el récord europeo.
En 1988 batió el récord del mundo de 400 metros en pista cubierta con 45,05 segundos. En septiembre del mismo año acude a los Juegos Olímpicos de Seúl 1988, pero su 5.o puesto (44,90 s) en la semifinal le dejan sin posibilidades de alcanzar medalla.
Durante los siguientes años su rendimiento fue decayendo lentamente, pero todavía alcanza a repetir la medalla de plata (45,15 s) en el europeo de Split de 1990, de nuevo tras Roger Black (oro: 45,11 s) y por delante de otro alemán oriental, esta vez Jens Carlowitz (bronce: 45,28 s).
- Datos: Q503882
- Multimedia: Thomas Schönlebe / Q503882